# Ben Provisor
Benjamin „Ben” Errol Provisor (ur. 26 czerwca 1990) – amerykański zapaśnik walczący przeważnie w stylu klasycznym. Dwukrotny olimpijczyk. Jedenasty w Londynie 2012 w wadze 74 kg i dwunasty w Rio de Janeiro 2016 w kategorii 85 kg.
Zajął czternaste miejsce na mistrzostwach świata w 2021. Srebrny medal igrzysk panamerykańskich w 2011 roku. Złoty medalista mistrzostw panamerykańskich w 2017, 2018 i 2021. Zawodnik Northern Michigan University.